# Vaux-Lavalette
Pour les articles homonymes, voir Vaux.
Vaux-Lavalette (Vau en occitan) est une commune du Sud-Ouest de la France située dans le département de la Charente (région Nouvelle-Aquitaine).

## Géographie

### Localisation et accès

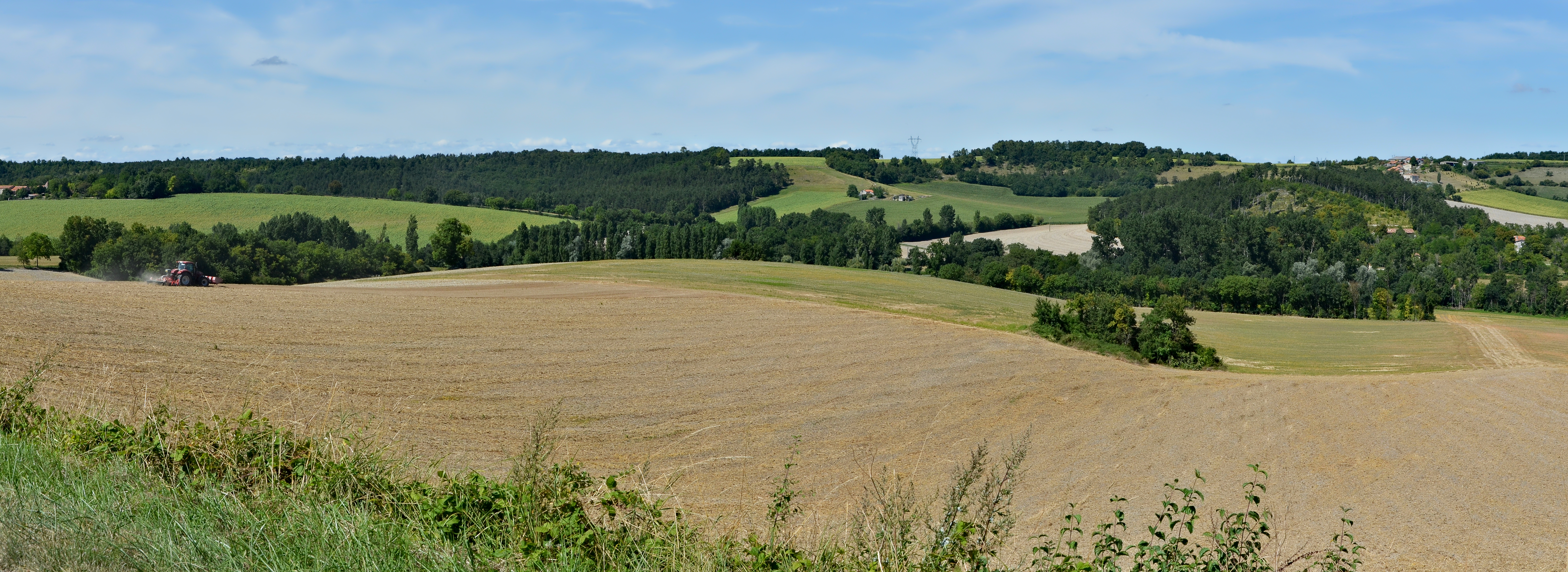
Vue des collines vers le sud-ouest, près de la D 143, direction Gurat.

Vaux-Lavalette est une commune du Sud Charente, du pays de Lavalette, limitrophe du département de la Dordogne, située à 8 km au sud-ouest de Villebois-Lavalette et 26 km au sud d'Angoulême.
Le bourg de Vaux-Lavalette est aussi à 8 km au nord-est de Montmoreau, 13 km au nord-ouest de Verteillac en Dordogne, 18 km au nord d'Aubeterre, et 21 km de Ribérac.
La commune est traversée par la D 17 et la D 19, routes nord-sud qui passent sur les côtés de la commune, la D 17 dans la vallée de la Lizonne à l'est et la D 19 sur la crête séparant la Lizonne de la Tude à l'ouest. Le bourg est desservi par une route transversale, la D 143.

### Communes limitrophes
Vaux-Lavalette est limitrophe de quatre autres communes, dont une dans le département de la Dordogne.
|            | Gurat            |                     |
| Montmoreau | Vaux-Lavalette   | Vendoire (Dordogne) |
|            | Salles-Lavalette |                     |

### Géologie et relief
Géologiquement, la commune est située dans les coteaux calcaires du Bassin aquitain datant du Crétacé supérieur.
On trouve le Campanien, calcaire crayeux, sur toute la surface communale. La crête à l'extrême ouest de la commune est recouverte de dépôts du Tertiaire (Lutétien et Cuisien) composés de galets, sables et argiles, propice aux bois de châtaigniers.
La vallée de la Lizonne, à l'est, est occupée par des alluvions récentes du Quaternaire composées de sable et tourbe,,.
Le relief est assez prononcé entre le bas de la commune situé à l'est dans la vallée de la Lizonne (72 m), et le sommet situé sur la crête à l'ouest, 188 m, occupé par un point géodésique IGN et un réservoir d'eau. Le bourg est situé sur une crête secondaire reliant la vallée de la Lizonne à la crête principale à l'ouest.

### Hydrographie

#### Réseau hydrographique

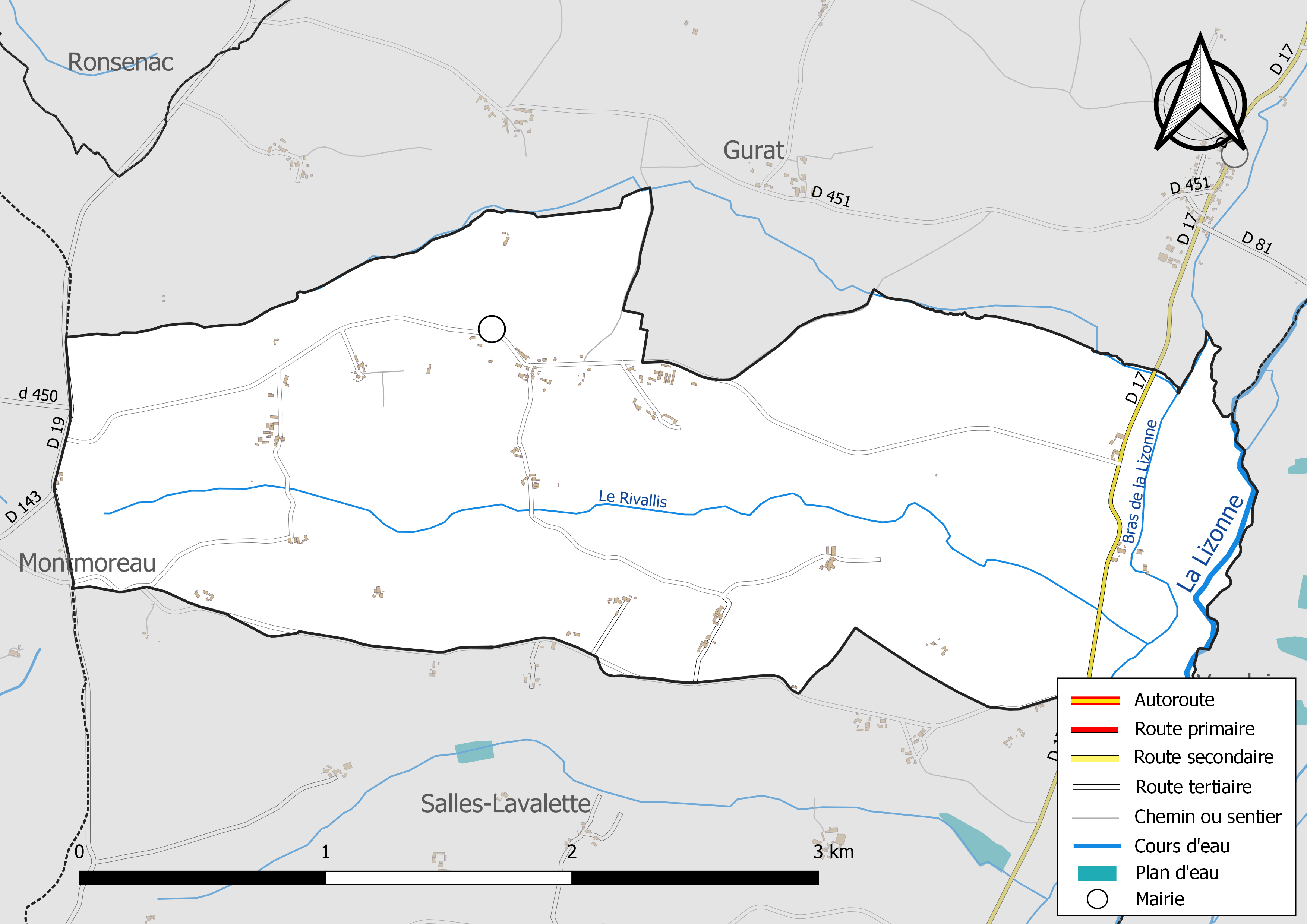
Réseaux hydrographique et routier de Vaux-Lavalette.

La commune est située dans le bassin de la Dordogne au sein du Bassin Adour-Garonne. Elle est drainée par la Lizonne, un bras de la Lizonne, le Rivallis et par un petit cours d'eau, qui constituent un réseau hydrographique de 9 km de longueur totale,.
La commune de Vaux-Lavalette est située sur la rive droite de la Lizonne ; elle est de forme allongée d'ouest en est, assez petite en surface et entourant la petite vallée d'un ruisseau affluent de la Lizonne, de sa source à son confluent : le Rivallis, qui conflue face aux tourbières de Vendoire.

#### Gestion des eaux
Le territoire communal est couvert par le schéma d'aménagement et de gestion des eaux (SAGE) « Isle - Dronne ». Ce document de planification, dont le territoire regroupe les bassins versants de l'Isle et de la Dronne, d'une superficie de 7 500 km2, a été approuvé le 2 août 2021. La structure porteuse de l'élaboration et de la mise en œuvre est l'établissement public territorial de bassin de la Dordogne (EPIDOR). Il définit sur son territoire les objectifs généraux d’utilisation, de mise en valeur et de protection quantitative et qualitative des ressources en eau superficielle et souterraine, en respect des objectifs de qualité définis dans le troisième SDAGE  du Bassin Adour-Garonne qui couvre la période 2022-2027, approuvé le 10 mars 2022.

### Climat
Comme dans les trois quarts sud et ouest du département, le climat est océanique aquitain.

### Milieux naturels et biodiversité

#### ZNIEFF
Selon l'Inventaire national du patrimoine naturel (INPN), le site « Marais alcalins de la vallée de la Nizonne » concerne la commune de Vaux-Lavalette. Dans les faits, les communes du département de la Charente mentionnées par la fiche ne font que tangenter cette zone naturelle d'intérêt écologique, faunistique et floristique (ZNIEFF), intégralement comprise dans le département de la Dordogne, comme le montre la carte du site. Ces communes de Charente, dont Vaux-Lavalette, sont traitées dans une autre ZNIEFF décrite ci-dessous.
À Vaux-Lavalette, la vallée de la Nizonne fait partie de la ZNIEFF de type II nommée « Vallées de la Nizonne, de la Tude et de la Dronne en Poitou-Charentes »,.
Vingt-deux espèces déterminantes d'animaux y ont été répertoriées :
- un amphibien : la Rainette verte (Hyla arborea) ;
- un crustacé, l'Écrevisse à pattes blanches (Austropotamobius pallipes) ;
- cinq insectes dont trois lépidoptères : l'Azuré de la sanguisorbe (Phengaris teleius), le Cuivré des marais (Lycaena dispar) et le Fadet des laîches (Coenonympha oedippus) et deux odonates : l'Agrion de Mercure (Coenagrion mercuriale) et la Cordulie à corps fin (Oxygastra curtisii) ;
- sept mammifères : la Loutre d'Europe (Lutra lutra) et le Vison d'Europe (Mustela lutreola), ainsi que cinq chauves-souris : le Murin à moustaches (Myotis mystacinus), l'Oreillard roux (Plecotus auritus), la Pipistrelle de Kuhl (Pipistrellus kuhlii), le Petit rhinolophe (Rhinolophus hipposideros) et la Sérotine commune (Eptesicus serotinus) ;
- quatre oiseaux : l'Alouette lulu (Lullula arborea), le Martin-pêcheur d'Europe (Alcedo atthis), le Milan noir (Milvus migrans) et le Tarier des prés (Saxicola rubetra) ;
- trois poissons : le Chabot commun (Cottus gobio), la Lamproie de Planer (Lampetra  planeri) et le Toxostome (Parachondrostoma toxostoma) ;
- un reptile : la Cistude (Emys orbicularis).

Vingt-neuf autres espèces animales (quatre mammifères et vingt-cinq oiseaux) y ont été recensées.
Inclus dans la ZNIEFF ci-dessus, le site « Tourbières de Vendoire » est une ZNIEFF de type I, qui s'étend sur 148,62 hectares, dont un peu moins d'un tiers sur le territoire de Vaux-Lavalette, le long du cours de la Lizonne et du canal des Moulins. Les communes de Gurat et Salles-Lavalette sont également concernées.
Onze espèces déterminantes d'animaux ont été répertoriées sur cette ZNIEFF :
- cinq insectes dont trois lépidoptères en 2000 : l'Azuré de la sanguisorbe (Phengaris teleius), le Cuivré des marais (Lycaena dispar) et le Fadet des laîches (Coenonympha oedippus) et deux odonates: l'Agrion de Mercure (Coenagrion mercuriale) et la Cordulie à corps fin (Oxygastra curtisii) ;
- quatre mammifères : le Campagnol amphibie (Arvicola sapidus), le Crossope aquatique (Neomys fodiens), la Loutre d'Europe (Lutra lutra) et le Vison d'Europe (Mustela lutreola) ;
- un oiseau, le Martin-pêcheur d'Europe (Alcedo atthis) ;
- un reptile : la Cistude (Emys orbicularis).

Cinquante-trois autres espèces animales y ont été recensées : dix-huit mammifères et trente-cinq oiseaux.
Six espèces déterminantes de plantes ont été recensées sur la ZNIEFF : la Gentiane des marais (Gentiana pneumonanthe), la Léersie faux-riz (Leersia oryzoides), l'Orchis des marais (Anacamptis palustris), le Potamot coloré (Potamogeton coloratus), le Souchet jaunâtre (Cyperus flavescens) et l'Utriculaire citrine (Utricularia australis), ainsi que 102 autres espèces végétales.

#### Natura 2000
Dans leur traversée de la commune, la Lizonne et sa vallée font partie d'une zone du réseau Natura 2000 « Vallée de la Nizonne » avec vingt espèces animales inscrites à l'annexe II de la directive 92/43/CEE de l'Union européenne :
- sept insectes : l'Agrion de Mercure (Coenagrion mercuriale), l'Azuré de la sanguisorbe (Phengaris teleius), la Cordulie à corps fin (Oxygastra curtisii), le Cuivré des marais (Lycaena dispar), le Damier de la succise (Euphydryas aurinia), le Fadet des laîches (Coenonympha oedippus) et le Gomphe de Graslin (Gomphus graslinii) ;
- dix mammifères : la Loutre d'Europe (Lutra lutra), le Vison d'Europe (Mustela lutreola), et huit chauves-souris : la Barbastelle d'Europe (Barbastella barbastellus), le Grand murin (Myotis myotis), le Grand rhinolophe (Rhinolophus ferrumequinum), le Minioptère de Schreibers (Miniopterus schreibersii), le Murin à oreilles échancrées (Myotis emarginatus), le Murin de Bechstein (Myotis bechsteinii), le Petit murin (Myotis blythii) et le Petit rhinolophe (Rhinolophus hipposideros) ;
- deux poissons : le Chabot fluviatile (Cottus perifretum) et la Lamproie de Planer (Lampetra  planeri) ;
- un reptile : la Cistude (Emys orbicularis).

## Urbanisme

### Typologie
Au 1er janvier 2024, Vaux-Lavalette est catégorisée commune rurale à habitat très dispersé, selon la nouvelle grille communale de densité à 7 niveaux définie par l'Insee en 2022.
Elle est située hors unité urbaine et hors attraction des villes,.

### Occupation des sols
L'occupation des sols de la commune, telle qu'elle ressort de la base de données européenne d’occupation biophysique des sols Corine Land Cover (CLC), est marquée par l'importance des territoires agricoles (81,5 % en 2018), une proportion sensiblement équivalente à celle de 1990 (81,7 %). La répartition détaillée en 2018 est la suivante : 
terres arables (69,1 %), forêts (18,5 %), prairies (7,3 %), cultures permanentes (3,9 %), zones agricoles hétérogènes (1,2 %). L'évolution de l’occupation des sols de la commune et de ses infrastructures peut être observée sur les différentes représentations cartographiques du territoire : la carte de Cassini (XVIIIe siècle), la carte d'état-major (1820-1866) et les cartes ou photos aériennes de l'IGN pour la période actuelle (1950 à aujourd'hui).

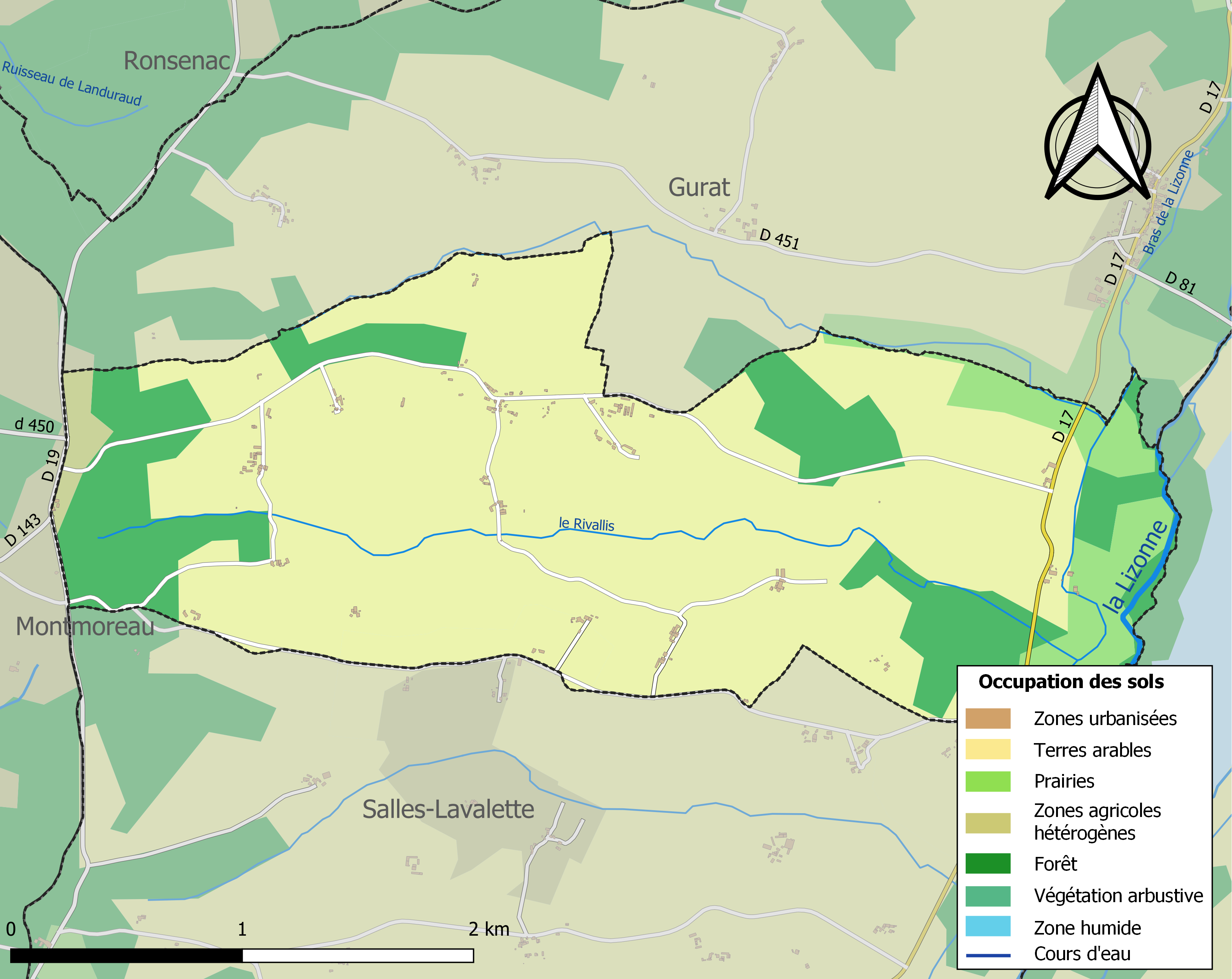
Carte des infrastructures et de l'occupation des sols de la commune en 2018 (CLC).

### Hameaux et lieux-dits
L'habitat est très dispersé en fermes. Le bourg n'est qu'un hameau.

### Risques majeurs
Le territoire de la commune de Vaux-Lavalette est vulnérable à différents aléas naturels : météorologiques (tempête, orage, neige, grand froid, canicule ou sécheresse), inondations et séisme (sismicité faible). Il est également exposé à un risque technologique, le transport de matières dangereuses. Un site publié par le BRGM permet d'évaluer simplement et rapidement les risques d'un bien localisé soit par son adresse soit par le numéro de sa parcelle.

#### Risques naturels
Certaines parties du territoire communal sont susceptibles d’être affectées par le risque d’inondation par ruissellement et coulée de boue, notamment la Lizonne. La commune a été reconnue en état de catastrophe naturelle au titre des dommages causés par les inondations et coulées de boue survenues en 1982, 1983, 1999 et 2007,.

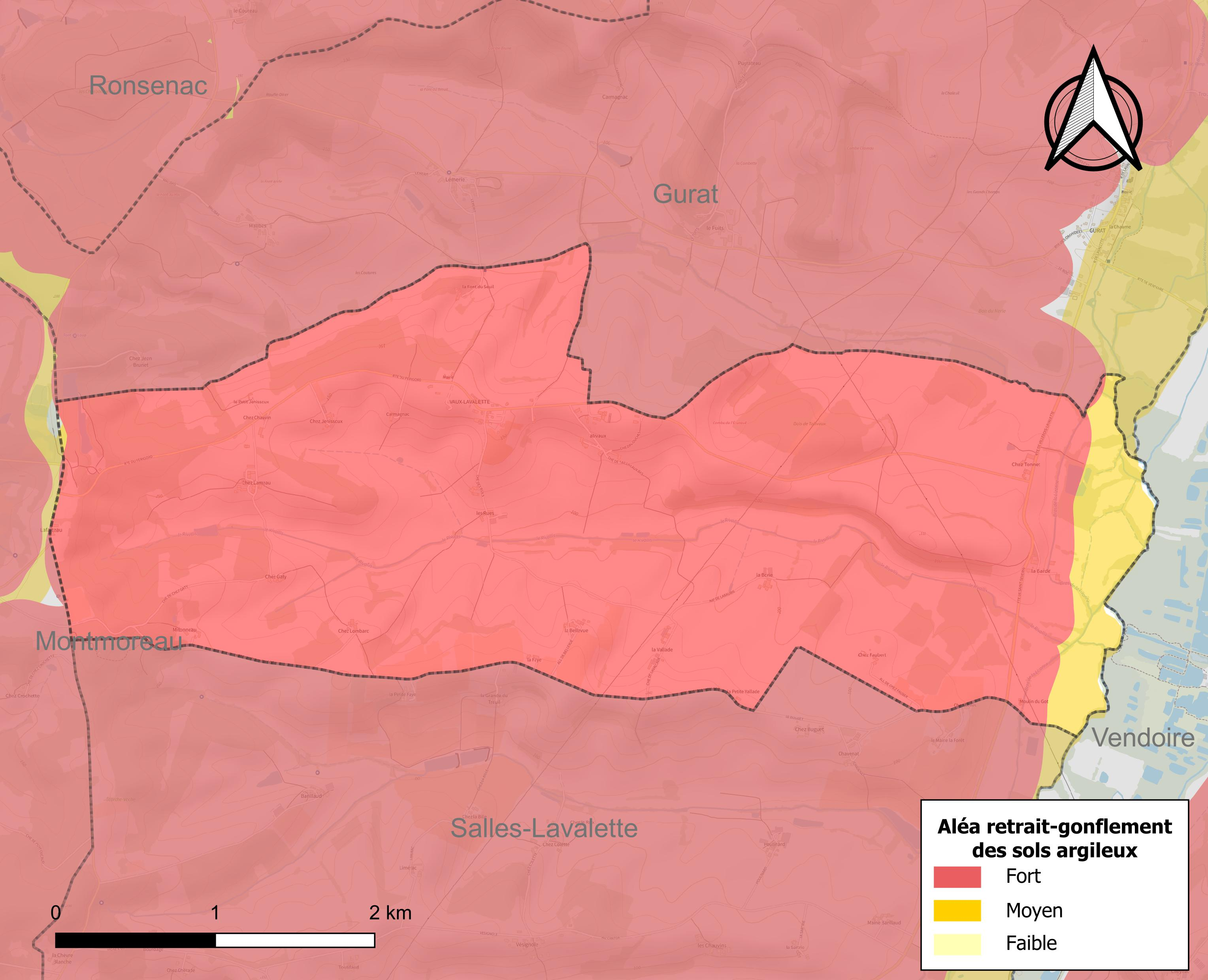
Carte des zones d'aléa retrait-gonflement des sols argileux de Vaux-Lavalette.

Le retrait-gonflement des sols argileux est susceptible d'engendrer des dommages importants aux bâtiments en cas d’alternance de périodes de sécheresse et de pluie. 99,8 % de la superficie communale est en aléa moyen ou fort (67,4 % au niveau départemental et 48,5 % au niveau national). Sur les 60 bâtiments dénombrés sur la commune en 2019, 60 sont en aléa moyen ou fort, soit 100 %, à comparer aux 81 % au niveau départemental et 54 % au niveau national. Une cartographie de l'exposition du territoire national au retrait gonflement des sols argileux est disponible sur le site du BRGM,.
Par ailleurs, afin de mieux appréhender le risque d’affaissement de terrain, l'inventaire national des cavités souterraines permet de localiser celles situées sur la commune.
Concernant les mouvements de terrains, la commune a été reconnue en état de catastrophe naturelle au titre des dommages causés par des mouvements de terrain en 1999.

#### Risques technologiques
Le risque de transport de matières dangereuses sur la commune est lié à sa traversée par une ou des infrastructures routières ou ferroviaires importantes ou la présence d'une canalisation de transport d'hydrocarbures. Un accident se produisant sur de telles infrastructures est susceptible d’avoir des effets graves sur les biens, les personnes ou l'environnement, selon la nature du matériau transporté. Des dispositions d’urbanisme peuvent être préconisées en conséquence.

## Toponymie
Le nom est attesté par la forme ancienne latinisée de Vallibus vers 1300,.
Le nom de Vaux a pour origine valles, mot latin féminin signifiant « les vallons ». Le masculin est plus tardif.
La paroisse puis commune est orthographiée Vaux sur les cartes de Cassini (XVIIIe siècle) et d'État-Major (XIXe siècle).
Créée Vaux en 1793 à partir du nom de la paroisse, la commune s'est appelée Vaux-Lavalette vers la fin du XIXe siècle, probablement pour la distinguer de Vaux près de Rouillac.
Le nom Lavalette provient de Villebois-Lavalette, chef-lieu de son canton, c'est-à-dire du duché de La Valette datant de 1622, du nom de Jean-Louis Nogaret de La Valette, duc d'Épernon, gouverneur de l'Angoumois et seigneur de Villebois.

### Limite dialectale
La commune est dans la partie occitane de la Charente qui en occupe le tiers oriental, et le dialecte est proche du limousin. Elle marque la limite avec la langue d'oïl à l'ouest.
Elle se nomme Vau en occitan.

## Histoire
Au Moyen Âge, l'église était rattachée au diocèse de Périgueux. La paroisse était à la limite de l'Angoumois et du Périgord, et même de la Saintonge en 1650,.
Au tout début du XXe siècle, l'industrie était représentée par une petite centrale électrique à la Barde.

## Administration
| Période                                  | Période  | Identité            | Étiquette | Qualité  |
| ---------------------------------------- | -------- | ------------------- | --------- | -------- |
| Les données manquantes sont à compléter. |          |                     |           |          |
|                                          |          |                     |           |          |
| 2001                                     | mai 2020 | Gilbert Parnaudeau  | SE        | Retraité |
| mai 2020                                 | En cours | Francis Blanchardie |           |          |

## Démographie

### Évolution démographique
L'évolution du nombre d'habitants est connue à travers les recensements de la population effectués dans la commune depuis 1793. Pour les communes de moins de 10 000 habitants, une enquête de recensement portant sur toute la population est réalisée tous les cinq ans, les populations de référence des années intermédiaires étant quant à elles estimées par interpolation ou extrapolation. Pour la commune, le premier recensement exhaustif entrant dans le cadre du nouveau dispositif a été réalisé en 2004.

En 2022, la commune comptait 79 habitants, en évolution de −20,2 % par rapport à 2016 (Charente : −0,48 %, France hors Mayotte : +2,11 %).
| 1793 | 1800 | 1806 | 1821 | 1831 | 1841 | 1846 | 1851 | 1856 |
| ---- | ---- | ---- | ---- | ---- | ---- | ---- | ---- | ---- |
| 322  | 466  | 289  | 313  | 333  | 296  | 298  | 272  | 287  |

| 1861 | 1866 | 1872 | 1876 | 1881 | 1886 | 1891 | 1896 | 1901 |
| ---- | ---- | ---- | ---- | ---- | ---- | ---- | ---- | ---- |
| 280  | 260  | 253  | 255  | 256  | 216  | 201  | 215  | 200  |

| 1906 | 1911 | 1921 | 1926 | 1931 | 1936 | 1946 | 1954 | 1962 |
| ---- | ---- | ---- | ---- | ---- | ---- | ---- | ---- | ---- |
| 211  | 207  | 220  | 192  | 171  | 174  | 164  | 152  | 151  |

| 1968 | 1975 | 1982 | 1990 | 1999 | 2004 | 2006 | 2009 | 2014 |
| ---- | ---- | ---- | ---- | ---- | ---- | ---- | ---- | ---- |
| 131  | 96   | 101  | 106  | 90   | 90   | 89   | 99   | 99   |

| 2019 | 2022 | - | - | - | - | - | - | - |
| ---- | ---- | - | - | - | - | - | - | - |
| 83   | 79   | - | - | - | - | - | - | - |

### Pyramide des âges
La population de la commune est relativement âgée.
En 2018, le taux de personnes d'un âge inférieur à 30 ans s'élève à 18 %, soit en dessous de la moyenne départementale (30,2 %). À l'inverse, le taux de personnes d'âge supérieur à 60 ans est de 51,8 % la même année, alors qu'il est de 32,3 % au niveau départemental.
En 2018, la commune comptait 40 hommes pour 48 femmes, soit un taux de 54,55 % de femmes, largement supérieur au taux départemental (51,59 %).
Les pyramides des âges de la commune et du département s'établissent comme suit.
| Hommes | Classe d’âge | Femmes |
| ------ | ------------ | ------ |
| 0,0    | 90 ou +      | 4,4    |
| 15,8   | 75-89 ans    | 11,1   |
| 31,6   | 60-74 ans    | 40,0   |
| 18,4   | 45-59 ans    | 15,6   |
| 13,2   | 30-44 ans    | 13,3   |
| 13,2   | 15-29 ans    | 0,0    |
| 7,9    | 0-14 ans     | 15,6   |

| Hommes | Classe d’âge | Femmes |
| ------ | ------------ | ------ |
| 1      | 90 ou +      | 2,7    |
| 9,2    | 75-89 ans    | 12     |
| 20,6   | 60-74 ans    | 21,3   |
| 20,7   | 45-59 ans    | 20,3   |
| 16,8   | 30-44 ans    | 16     |
| 15,6   | 15-29 ans    | 13,4   |
| 16,1   | 0-14 ans     | 14,3   |

## Économie

### Agriculture
La viticulture occupe une petite partie de l'activité agricole. La commune est classée dans les Fins Bois, dans la zone d'appellation d'origine contrôlée du cognac.
La commune fait aussi partie de l'AOC/AOP Noix du Périgord.

## Culture locale et patrimoine

### Lieux et monuments
- L'église paroissiale Saint-Blaise.

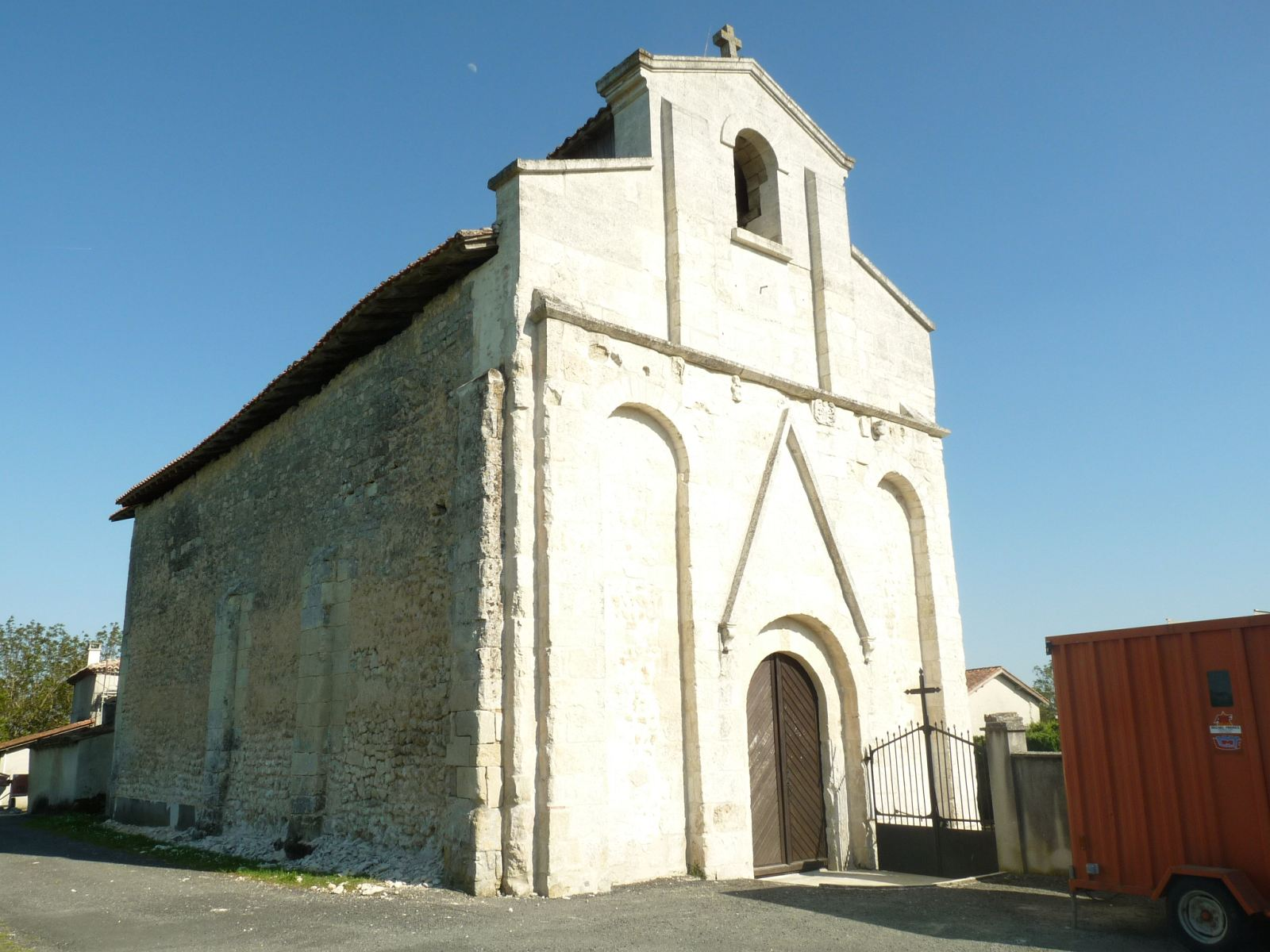
L'église paroissiale.
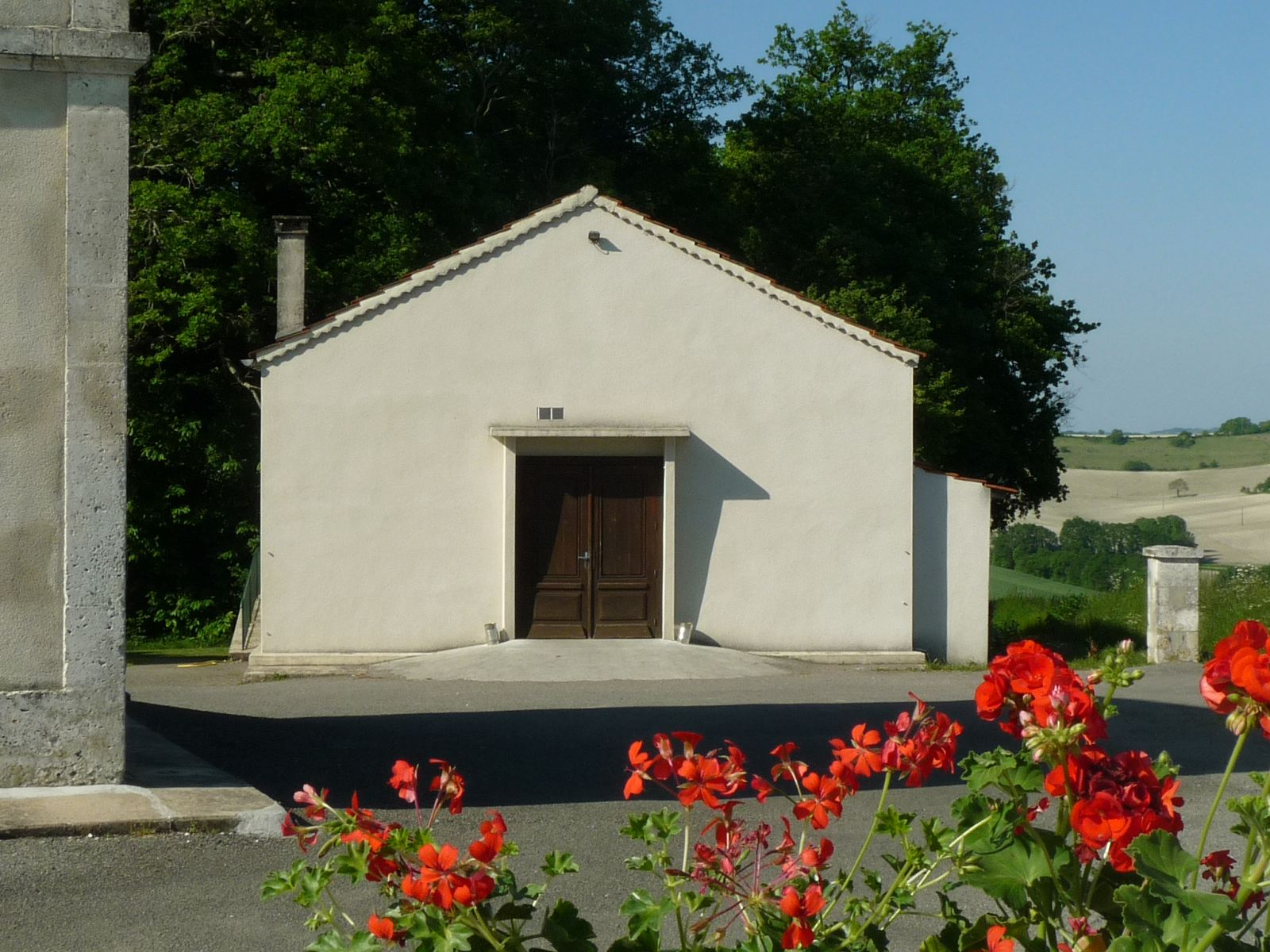
La salle des fêtes.

### Personnalités liées à la commune
- Jean-Jacques Pillot (1808-1877), médecin, élu membre de la Commune de Paris (1871), né à Vaux-Lavalette.